# Har Huxu (sockenhuvudort i Kina, Inner Mongolia Autonomous Region, lat 40,97, long 110,92)
Har Huxu är en sockenhuvudort i Kina. Den ligger i den autonoma regionen Inre Mongoliet, i den norra delen av landet, omkring 64 kilometer väster om regionhuvudstaden Hohhot. Antalet invånare är 5 245. Befolkningen består av 2 287 kvinnor och 2 958 män. Barn under 15 år utgör 5,0 %, vuxna 15-64 år 75 %, och äldre över 65 år 18,0 %.
Runt Har Huxu är det ganska glesbefolkat, med 48 invånare per kvadratkilometer. Det finns inga andra samhällen i närheten. Trakten runt Har Huxu består i huvudsak av gräsmarker.
Genomsnittlig årsnederbörd är 573 millimeter. Den regnigaste månaden är juli, med i genomsnitt 162 mm nederbörd, och den torraste är januari, med 2 mm nederbörd.